# گکوهای مرمرین
گکوهای مرمرین (نام علمی: Christinus) نام یک سرده از تیره گکویان است.